# Хачгруз Кафаеци
Хачатур Кафаеци  (арм. Խաչատուր Կաֆաեցի, 1592—1658/59), в миру Хачгруз (арм. Խաչգռուզ) — армянский поэт и историк XVII века.

## Биография
Родился в Кафе в 1592 году. В 1620 году составил первый сборник армянских народных песен («Песенник Хачатура Кафаеци»), которые он учил будучи ребёнком. Этот сборник, содержащий около 20-и песен, имеет исключительное значение для изучения средневековой армянской народной музыки. В 1624 г. стал священником. В 1620—1658 гг. написал хронографический труд «Летопись Хачатура Кафаеци», охватывающий период с 1583 до 1658 года, в котором описаны исторические события, стихийные бедствия и социально-религиозное положение в Крыму. Особое внимание уделено местным экономическим вопросам и ситуации крымских армян, освещены некоторые стороны междоусобных войн крымских ханов. «Летопись» была написана на последних страницах рукописи «Песенника» и сохранилась в оригинале, хранится в Матенадаране (рукопись № 7709). Хачгрузу приписываются также три поэмы, посвящённые спасению и суете жизни. Писал на разговорном языке крымских армян, его сочинения представляют интерес для армянской диалектологии.
издания сочинений
- Краткие хронографии XIII —XVIII вв. = Մանր ժամանակագրություններ XIII-XVIII դդ. / Сост. В. А. Акопян. — Ереван, 1951. — С. 205—236. — 456 с.
- Армянские поэты Крыма XV–XX вв. / Под ред. В. Вермишян. — Симферополь, 2008. — С. 73—76. — 240 с.
- нем.  E. Schütz. Eine armenische Chronik von Kaffa aus der ersten Hälfte des 17 Jahrhunderts // "Acta Orientalia Academia Scientiarum Hungaricae" T. XXIX, F. 2. — 1975. — С. 133—186.